# 735 a.C.
Il 735 a.C. (DCCXXXV a.C. in numeri romani) è un anno  dell'VIII secolo a.C.

## Eventi
- Grecia: Cominciano le due guerre fra Sparta e la Messenia, che si concluderanno nel 668 a.C. con la vittoria di Sparta.
- Fondazione di Naxos, prima colonia greca di Sicilia.